# Chlisselbourg
Pour le pasteur et théologien luthérien allemand, voir Konrad Schlüsselburg.
Chlisselbourg (en russe : Шлиссельбург, en allemand : Schlüsselburg, de Schlüssel, « clef » et burg, « château fort ») est une ville de l'oblast de Léningrad, en Russie, dans le raïon de Kirovsk. Sa population s'élevait à 14 763 habitants en 2017.
Le centre de la ville de Chlisselbourg et la forteresse qui lui fait face, sur l'île d'Orechek, sont inscrits sur la liste du patrimoine mondial de l'UNESCO au sein du bien intitulé « Centre historique de Saint-Pétersbourg et monuments annexes ».

## Géographie
Chlisselbourg est située à l'embouchure de la Neva sur le lac Ladoga, à 35 km à l'est de Saint-Pétersbourg.

## La ville

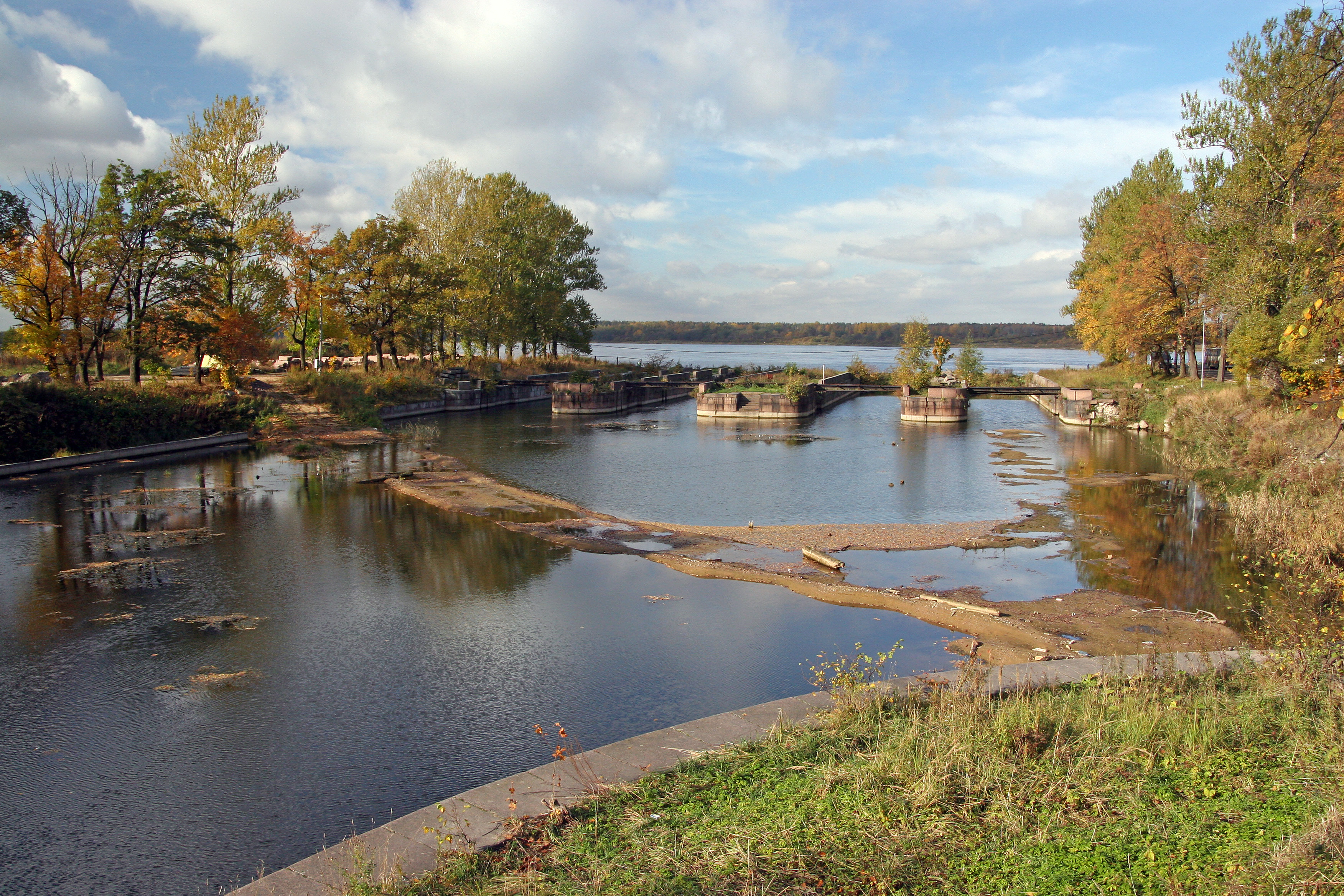
Écluses du Canal Ladoga.

Située sur le continent, en face de l'île-forteresse, la ville a été fondée en 1702 par Pierre le Grand. Elle possède des bâtiments historiques, dont plusieurs églises du XVIIIe siècle. Peut-être le monument le plus remarquable est-il le Vieux canal Ladoga, dont les travaux commencèrent en 1719 à la demande de Pierre Ier et furent achevés sous la direction du maréchal Burckhardt Christoph von Münnich douze ans plus tard. Le canal s'étend sur 104 verstes (111 km) ; ses écluses en granit datent de 1836.
Pendant la Seconde Guerre mondiale, la ville — mais pas la forteresse — fut prise par la Wehrmacht. La reconquête de Schlüsselburg par les forces soviétiques, en 1943, rouvrit l'accès à Léningrad assiégée. Entre 1944 et 1992, le nom de la ville fut russifié en Petrokrepost (littéralement « la forteresse de Pierre »). Chlisselbourg a retrouvé son ancien nom après la dislocation de l'Union soviétique.

## La forteresse

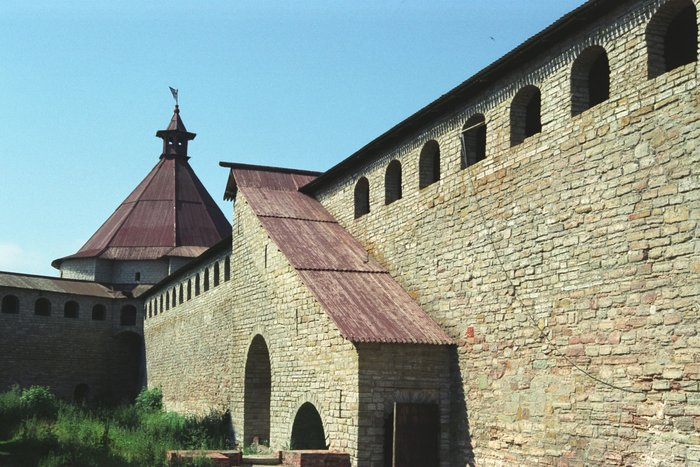
Intérieur de la forteresse.

La forteresse, qui a précédé la ville de plusieurs siècles, a d'abord été un fortin en bois nommé Orechek (ou Orekhov), construit en 1323 par le grand prince Iouri de Moscou (en sa qualité de prince de Novgorod), au nom de la République de Novgorod. Elle défendait les approches de Novgorod au nord et l'accès à la mer Baltique. La forteresse est située sur l'île d'Orekhovets, dont le nom fait référence au mot « noix » en suédois, finnois (Pähkinäsaari, littéralement « Île des Noix ») et russe.
Après une série de conflits, un traité de paix fut signé à Orechek, le 12 août 1323, entre la Suède, le grand prince Iouri et la république de Novgorod. Le traité de Nöteborg était le premier accord sur la frontière entre les chrétientés orientale et occidentale, qui traverse la Finlande actuelle. Un monument de pierre moderne, élevé au nord de l'église Saint-Jean, dans la forteresse, commémore ce traité.

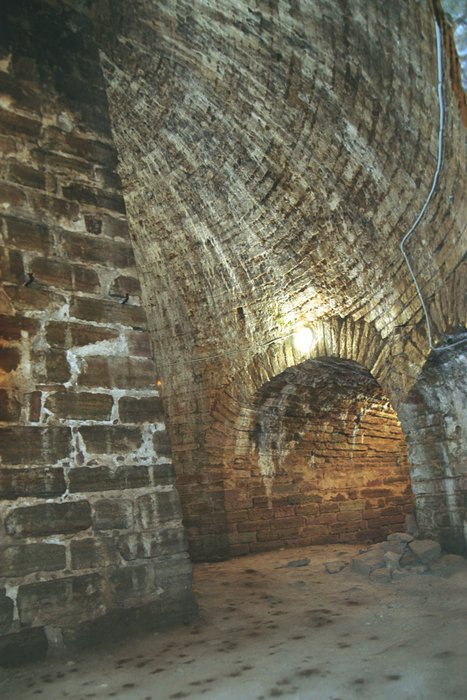
Intérieur du donjon de la forteresse.

Deux décennies et demie plus tard, le roi Magnus Eriksson attaqua et prit brièvement la forteresse au cours de sa croisade dans la région en 1348–1352. Elle fut en grande partie dévastée lorsque les Novgorodiens reprirent la forteresse en 1351. Elle fut reconstruite en pierre en 1352 par l'archevêque Vassili Kalika (1330-1352), qui, selon la Première Chronique de Novgorod, avait été envoyé par les Novgorodiens après que plusieurs princes russes et lituaniens eurent ignoré les demandes de la ville pour les aider à reconstruire et à défendre le fort. Les restes de l'enceinte de 1352 ont été exhumés en 1969 et peuvent être vus juste au nord de l'église Saint-Jean au centre de la forteresse actuelle.
Les Suédois s'emparèrent de la forteresse en 1611, pendant la guerre d'Ingrie. Dans l'Empire suédois, la forteresse était connue sous le nom de Nöteborg (« Forteresse des noix »), en suédois ou Pähkinälinna en finnois. Elle devint le centre du comté nord-Ingrien Nöteborg (slottslän). Nöteborg en suédois (en russe Нотеборг) est la contraction de Nötten (« noix ») et Borg (« ville »), ce qui signifie « ville fortifiée ».
Sous Pierre le Grand, pendant la guerre du Nord, la forteresse fut prise par les Russes au moyen d'une attaque amphibie (1702). Elle reçut alors son nom actuel de Chlisselbourg, transcription de Schlüsselburg, qui signifie « forteresse-clé » en allemand, en référence à la perception de la forteresse par Pierre le Grand, comme la « clé de l'Ingrie ».
À l'époque de la Russie impériale, la forteresse fut une prison politique, tristement célèbre. Parmi ses prisonniers les plus connus figurent Wilhelm Küchelbecker, Bakounine, Ivan Kaliaïev et, pendant trente-huit ans, Walerian Łukasiński. Ivan VI de Russie y fut assassiné en 1764, et le frère de Lénine, Alexandre Oulianov, pendu en 1887. Véra Figner, qui participa à l’assassinat du tsar Alexandre II en 1881, y fut emprisonnée durant vingt ans.
De ses dix tours, la forteresse en conserve seulement six (cinq russes et une suédoise). Les vestiges d'une église intérieure ont été transformés en un monument à la mémoire des défenseurs de la forteresse, qui accueille chaque année, depuis 2003, un concert de rock. On y trouve également un musée des prisons politiques de l'Empire russe ainsi qu'une petite collection de canons de la Seconde Guerre mondiale.

## Population
Recensements (*) ou estimations de la population

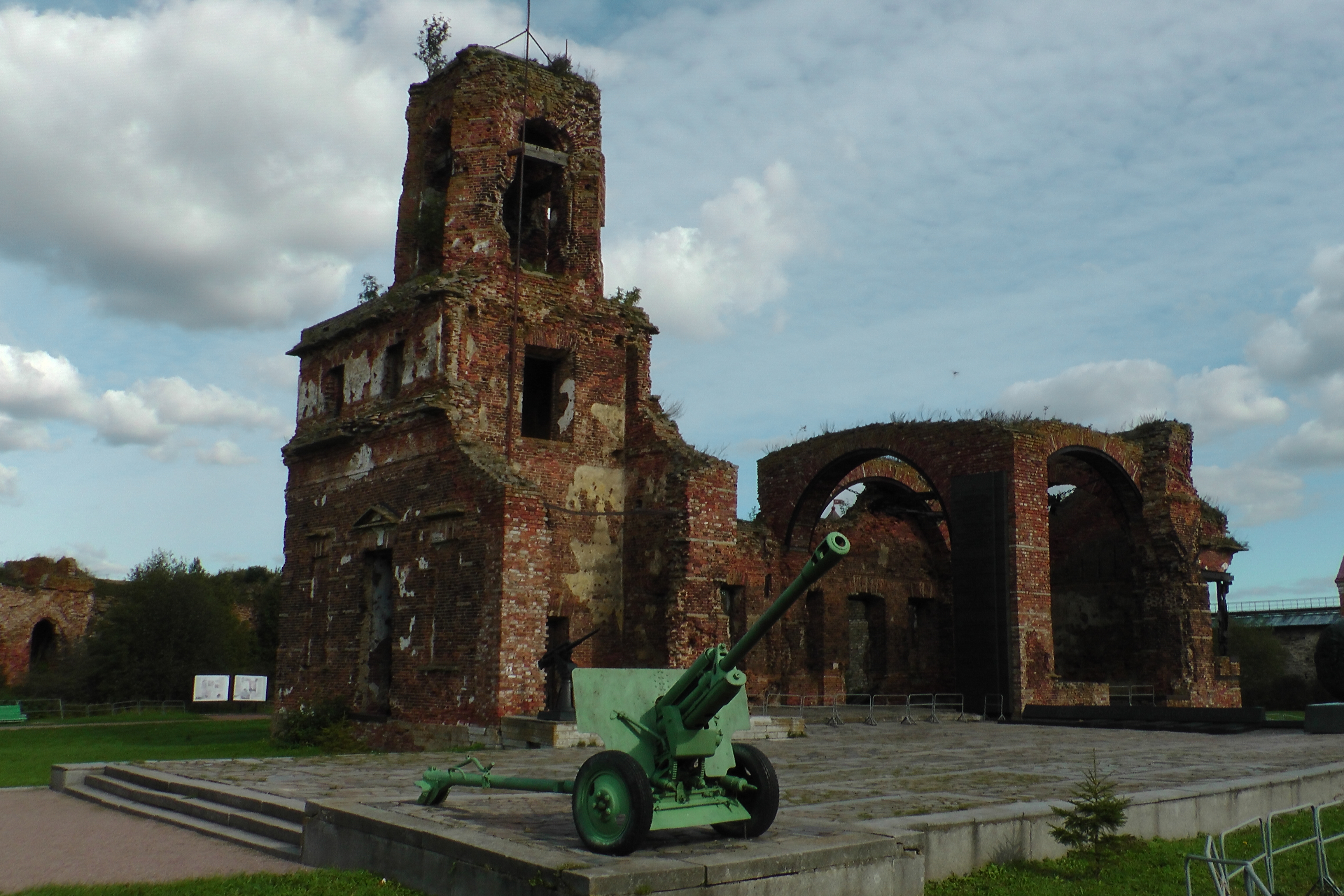
Les ruines de l'église de la forteresse de Schlisselbourg en 2012, partiellement transformée en mémorial dédié aux défenseurs (41-44)

| 1825  | 1856  | 1863  | 1897* | 1910  | 1920  | 1926* | 1939* |
| ----- | ----- | ----- | ----- | ----- | ----- | ----- | ----- |
| 2 693 | 3 134 | 3 491 | 5 284 | 7 752 | 4 615 | 6 412 | 9 715 |

| 1940  | 1945  | 1949  | 1959* | 1970* | 1979*  | 1989*  | 2002*  |
| ----- | ----- | ----- | ----- | ----- | ------ | ------ | ------ |
| 2 855 | 2 379 | 4 758 | 7 164 | 8 466 | 10 212 | 12 589 | 12 401 |

| 2006   | 2010*  | 2012   | 2013   | 2014   | 2015   | 2016   | 2017   |
| ------ | ------ | ------ | ------ | ------ | ------ | ------ | ------ |
| 12 548 | 13 305 | 13 776 | 14 248 | 14 554 | 14 803 | 14 756 | 14 763 |

## Personnalités liées
- Alexis Iline (1834-1889), cartographe russe